# Termonbarry
Termonbarry (irisch Tearmann Bearaigh) ist ein irischer Ort im Osten des County Roscommon am Shannon. Sie liegt an der Nationalstraße N5, die von Longford nach Sligo im Nordwesten des Landes führt (vorher als N4 von Dublin nach Longford). Bei der Volkszählung 2022 lebten hier 699 Einwohner.

## Name und Geschichte
Ursprung der Siedlung ist die Klostergründung durch den Heiligen Berach als Cluain Coirpthe im 6. Jahrhundert. 
Die Übersetzung des Namens Tearmann Bearaigh bedeutet sinngemäß Heiligtum des Berach. An der N5 befindet sich ein Schrein.

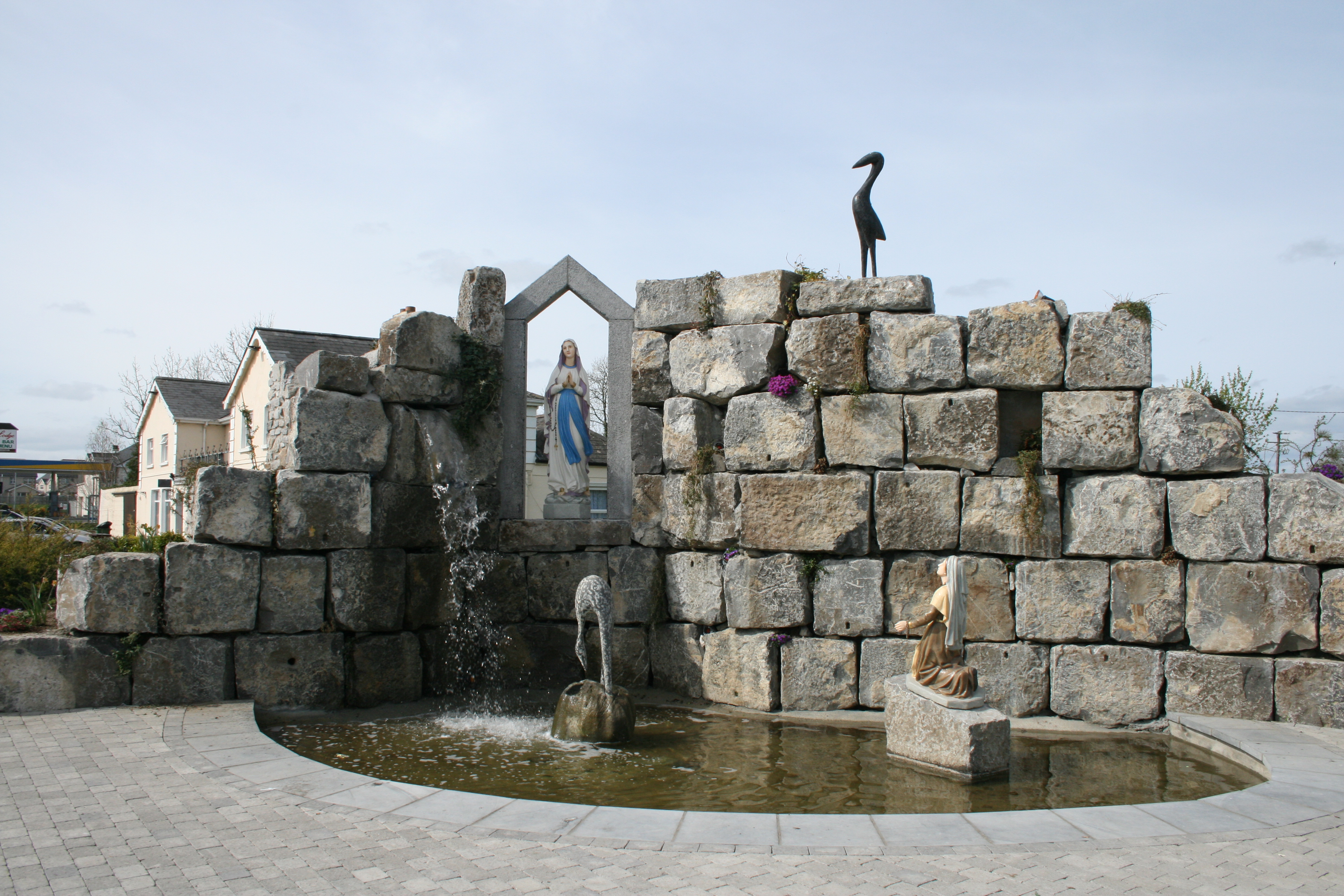
Schrein von Berach an der N5

## Lage
Termonberry besitzt einen Hafen (Tarmon Harbour) am Shannon. Auf der gegenüberliegenden Uferseite des Shannon liegt das County Longford mit der Siedlung Cloondara. Dort mündet seit 1817 der Royal Canal in den Shannon. 
Überquert wird der Shannon mit der Brücke der N5. Nach Longford in östlicher Richtung sind es ca. zehn Kilometer, bis nach Roscommon im Südwesten sind es ca. 25 Kilometer.
Die Herz-Jesu-Kirche liegt in der Ortslage Whitehall nördlich der Siedlung von Termonbarry.

## Persönlichkeiten
- Francis McGuinness (1867–1934), Politiker
- Joseph McGuinness (1875–1922), Politiker